# Loch Katrine
Loch Katrine, schottisch-gälisch: Loch Ceiterein ist ein aufgestauter Süßwassersee in Schottland. Er liegt in den Trossachs, gehört zur Council Area Stirling und hat die typisch langgezogene Form eines während der Eiszeit durch Gletscher entstandenen Sees. Loch Katrine ist etwa 13 Kilometer lang, aber im Mittel nur einen Kilometer breit.
Loch Katrine ist das primäre Wasserreservoir des Großraums Glasgow. Benzin- bzw. dieselbetriebene Schiffe sind auf dem Gewässer nicht erlaubt, um eine Verschmutzung des Trinkwassers Glasgows zu vermeiden. Das Schiff SS Sir Walter Scott bietet seit 1899 Touristen-Ausflüge über den See an. Es wird mit einer 3-fach-Expansionsdampfmaschine angetrieben und wurde bis zum 28. Oktober 2007 mit Kohle befeuert. Während der Winterpause 2007/2008 wurde das Schiff auf Biodiesel umgerüstet und nahm im Mai 2008 den Betrieb wieder auf.
Sir Walter Scott widmete Loch Katrine das Gedicht The Lady of the Lake, das von Gioachino Rossini zu der Oper La donna del lago umgearbeitet wurde.
Ein Kapitel des Reiseberichts Jenseit des Tweed von Theodor Fontane beschreibt Loch Katrine.
Von Frühling bis Herbst sind auf dem See Fliegenfischen und Fischen nach Forellen erlaubt.

## Wasserleitung nach Glasgow
Zur Wasserversorgung der wachsenden Stadt Glasgow wurde im Jahre 1855 mit dem Bau einer Wasserleitung zwischen Loch Katrine und der Stadt begonnen. Königin Viktoria eröffnete das Bauwerk am 14. Oktober 1859 feierlich. Über einen aufwändig gestalteten und heute als Kategorie-A-Bauwerk denkmalgeschützten Auslass am Südufer (56° 14′ 52,1″ N, 4° 32′ 57,3″ W) wird das Wasser abgeleitet. Infolge des gestiegenen Wasserbedarfs wurde das System 1885 erweitert.
Die Wasserleitung ins 38 km entfernte Glasgow verläuft zu großen Teilen unterirdisch. Flüsse und Schluchten werden auf verschiedenen Brücken gequert. Hierzu zählen die drei Couligartan-Aquädukte, die Duchray Bridge sowie der Castle Burn Aqueduct, die jeweils als Denkmäler der höchsten Denkmalkategorie A klassifiziert sind.